# Лужичка Ниса
Лужичка Ниса (глсрп. Łužiska Nysa‚ длсрп. Łužyska Nysa, чеш. Lužická Nisa, пољ. Nysa Łużycka) је 254 км дуга лева притока Одре. Одлуком донесеном крајем Другог светског рата река Лужичка Ниса је одређена као граница између Немачке и Пољске (линија Одра-Ниса).

## Ток
Река Лужичка Ниса извире у Чешкој код места Нова Вес над Нисом у подручју подножја планине Јизерске горе. Ток кроз Чешку дуг је 55 km. Од тромеђе Чешке, Немачке и Пољске, река чини границу између Немачке и Пољске (198 km). У том делу река протиче поред Лужичке области на истоку Немачке. Код места Рацдорф улива се у Одру.